# 臀紅圖蛺蝶
臀紅圖蛺蝶（學名：Callicore pygas）是屬於蛺蝶科苾蛺蝶亞科的一種蝴蝶，是圖蛺蝶屬的一種。分佈於南美洲中北部，模式產地為巴西。

## 亞種
- C. p. pygas － 指名亞種，分佈於巴西巴伊亞州
- C. p. thamyras (Godart, [1824]) － 分佈於巴西米納斯吉拉斯州、馬托格羅索州和巴拉圭
- C. p. aphidna (Hewitson, 1869) － 又名蚜聚圖蛺蝶，分佈於委內瑞拉
- C. p. cyllene (Doubleday, [1847]) － 又名多點圖蛺蝶，分佈於厄瓜多爾、玻利維亞和秘魯
- C. p. eucale (Fruhstorfer, 1916) － 又名眉紅圖蛺蝶，分佈於巴西聖卡塔琳娜州和南里奧格蘭德州等地
- C. p. concolor (Talbot, 1928) － 分佈於巴西馬托格羅索州和巴拉圭
- C. p. rondoni (Ribeiro, 1931) － 分佈於巴西朗多尼亚州
- C. p. lalannensis Brévignon, 1995 － 分佈於法屬圭亞那

## 腳註
1. ↑  Godart, [1824]. Encyclopédie Méthodique. Histoire naturelle Entomologie, ou histoire naturelle des crustacés, des arachnides et des insectes Encyclopédie Méthodique 9 (2): 423

## 外部連結
- 维基共享资源上的相關多媒體資源：臀紅圖蛺蝶
- 維基物種上的相關：臀紅圖蛺蝶
- Callicore pygas （页面存档备份，存于） - funet.fi （英文）